# Badger (gruppo musicale)
I Badger furono un gruppo di rock progressivo inglese dell'inizio degli anni settanta, fondato da Tony Kaye (uscito dagli Yes dopo The Yes Album) e David Foster (precedentemente bassista dei The Warriors e coautore di alcuni celebri brani degli Yes, fra cui Time and a Word e Yours Is No Disgrace). Oltre a Foster e Kaye, la formazione dei The Badger comprendeva Brian Parrish alla chitarra e Roy Dyke alla batteria.
I Badger apparvero in alcuni spettacoli radiofonici e televisivi della BBC e suonarono dal vivo in numerose date come supporter degli Yes. Alcuni di questi concerti furono registrati per un live degli Yes, e così fu registrato anche parte del materiale dei Badger. Questo materiale costituì poi l'insolito album di debutto dal vivo, One Live Badger, pubblicato nel 1973 dalla Atlantic Records (la stessa etichetta di Yes e Black Sabbath). Il logo dei Badger e la copertina del disco furono realizzati da Roger Dean, lo stesso illustratore degli album degli Yes.
Nel 1973 i Badger andarono in tour in Europa al seguito, questa volta, dei Black Sabbath. I membri dei Badger divennero buoni amici dei Sabbath e soprattutto di Ozzy Osbourne, ma il tour (in particolare le date in Italia) fu contraddistinto da una serie di incresciosi eventi (una denuncia da parte di un hotel per atti vandalici contro una statua del Papa, risse e incendi).
Nell'inverno del 1973, i Badger iniziarono a lavorare al loro secondo album, e vi furono alcuni avvicendamenti nella formazione. Parrish e Foster abbandonarono e furono sostituiti da Jackie Lomax alla voce (tra l'altro il primo artista a incidere per l'etichetta Apple dopo i Beatles), il bassista Kim Gardner e il chitarrista Paul Plinick (ex Steelers Wheel). La nuova formazione, tuttavia, risultò in qualche modo meno equilibrata: per il secondo album White Lady del 1974 (registrato per l'etichetta Epic Records), Lomax scrisse tutti i brani, trasformando la band da gruppo progressive a gruppo soul. Di lì a poco, i Badger si sciolsero.
Un brano dei Badger, Wind of Changer (da One Live Badger) apparve in seguito sul CD Affirmative: The Yes Solo Family Album, una raccolta di brani realizzati da membri degli Yes come solisti o in altre band.

## Componenti
Prima formazione
- Tony Kaye - voce, tastiere
- David Foster - basso
- Brian Parrish - chitarra
- Roy Dyke - batteria

Seconda formazione
- Tony Kaye - tastiere
- Roy Dyke - batteria
- Jackie Lomax - voce
- Kim Gardner - basso
- Paul Plinick - chitarra

## Discografia
- 1973 - One Live Badger
- 1974 -  White Lady